# الجوزة (سنحان)

تعديل مصدري - تعديل

الجوزة هي إحدى قرى عزلة وادي الأجبار بمديرية سنحان وبني بهلول التابعة لمحافظة صنعاء، بلغ تعداد سكانها 344 نسمة حسب تعداد اليمن لعام 2004.